# Stenocranus agamopsyche
Stenocranus agamopsyche är en insektsart som beskrevs av George Willis Kirkaldy 1906. Stenocranus agamopsyche ingår i släktet Stenocranus och familjen sporrstritar. Inga underarter finns listade i Catalogue of Life.